# Nisin
Nisin là một bacteriocin, có bản chất là một peptid đa vòng có tính kháng khuẩn, chứa 34 amino acid, được sử dụng làm chất bảo quản thực phẩm. Hoạt chất này chứa các amino acid không thông dụng như lanthionin (Lan), methyllanthionin (MeLan), didehydroalanin (Dha) và axit didehydroaminobutyric (Dhb).
Nisin được sản xuất bằng cách lên men, sử dụng vi khuẩn Lactococcus lactis. Trong công nghiệp thực phẩm, người ta sử dụng L. lactis trên cơ chất tự nhiên, không dùng cơ chất tổng hợp.

## Tính chất
Trái với hầu hết bacteriocin chỉ có tác dụng ức chế vi sinh vật có quan hệ gần gũi với loài sinh ra nó,  nisin là bacteriocin "phổ rộng", có hiệu quả trên nhiều loại vi sinh vật Gram dương, bao gồm vi khuẩn lactic (liên quan đến sự hư hỏng sữa), Listeria monocytogenes (vi sinh vật gây bệnh), Staphylococcus aureus, Bacillus cereus, Clostridium botulinum... Nisin cũng có hiệu quả đặc biệt trên các bào tử. Vi khuẩn Gram âm được bảo vệ bởi lớp màng ngoài nhưng có thể vẫn bị tác động bởi  nisin sau khi bị sốc nhiệt hoặc sau khi được tạo càng bởi tác nhân chelat hóa EDTA.  Nisin hòa tan trong nước.

## Ứng dụng

### Sản xuất thực phẩm
Nisin được dùng trong chế biến phomat, thịt, đồ uống... để kéo dài hạn sử dụng bằng cách ức chế các vi sinh vật Gram âm gây hư hỏng thực phẩm và gây bênh. Trong thực phẩm, mức sử dụng nisin thường trong khoảng ~1-25 ppm, tùy theo loại thực phẩm và quy định pháp luật. Nisin được coi là phụ gia thực phẩm, có ký hiệu là E234.

### Ứng dụng khác
Với phổ hoạt động chọn lọc, nisin được ứng dụng trong các môi trường vi sinh vật để phân lập các vi khuẩn, nấm men, nấm mốc Gram âm.